# María Luz Tesuri
María Luz Tesuri (* 25. Januar 1993) ist eine argentinische Leichtathletin, die sich auf den Langstreckenlauf spezialisiert hat.

## Sportliche Laufbahn
Ihren ersten größeren sportlichen Erfolg feierte María Luz Tesuri im Jahr 2017, als sie beim Villa Mercedes-Halbmarathon nach 1:19:05 h auf den zweiten Platz gelangte. Im Jahr darauf nahm sie an den Südamerikaspielen in Cochabamba teil und belegte dort in 4:49,19 min den siebten Platz im 1500-Meter-Lauf und konnte ihr Rennen über 5000 m nicht beenden. 2019 erreichte sie bei den Südamerikameisterschaften in Lima nach 34:32,02 min den sechsten Platz über 10.000 m und siegte im selben Jahr in 1:17:10 h beim Halbmarathon in Mendoza sowie in 1:15:16 h beim Halbmarathon in Neuquén. 
2018 wurde Tesuri argentinische Meisterin im 5000-Meter-Lauf.

## Persönliche Bestleistungen
- 1500 Meter: 4:24,51 min, 23. März 2018 in Concepción del Uruguay
- 3000 Meter: 9:30,86 min, 24. März 2018 in Concepción del Uruguay
- 5000 Meter: 16:06,08 min, 26. April 2019 in Concepción del Uruguay
- 10.000 Meter: 33:56,89 min, 28. April 2018 in Buenos Aires
- Halbmarathon: 1:14:48 h, 26. August 2018 in Buenos Aires